# Kościół Nawiedzenia Najświętszej Maryi Panny w Lesku
Kościół Nawiedzenia Najświętszej Maryi Panny – rzymskokatolicki kościół parafialny należący do dekanatu Lesko archidiecezji przemyskiej.

## Historia
Świątynia została wzniesiona w 1539 roku, razem z zamkiem przez Piotra Kmitę w stylu późnogotyckim z kamienia i cegły. Z tych czasów przetrwał do dziś gotycki zrąb podpartych skarpami murów jednonawowej świątyni. Podczas najazdu szwedzkiego spłonął dach i zostało ograbione wnętrze świątyni. Jakub Jaworski w 1759 roku ufundował barokowe wnętrze kościoła. W 1889 roku kościół został po raz drugi przebudowany. W tym czasie została dobudowana nad kruchtą neogotycka wieża, świątynia natomiast została pokryta blachą (oryginalnie była nakryta gontem). Do budowy wieży został użyty piaskowiec z okolic Leska, natomiast projektantem, i na pewno nadzorującym prace budowlane był Gotfryd Hoffman, architekt dóbr leskich od 1764 roku. W 1769 roku w podziemiach kaplicy św. Antoniego został pochowany, śmiertelnie ranny w bitwie pod Hoszowem, Franciszek Pułaski, brat stryjeczny Kazimierza Pułaskiego. W barokowym ołtarzu z XVIII wieku są umieszczone figury św. Stanisława i Wojciecha – biskupów oraz obraz „Ukrzyżowanie” powstały w XVIII wieku. W kościele jest umieszczone także alabastrowe popiersie Matki Boskiej – dar dla mieszkańców Leska od doktora Hieronima Kőllera, który pełniąc funkcję szambelana papieskiego miał je otrzymać od papieża. Autorstwo tej rzeźby jest przypisywane F. Bertniemu. Nad portalem wejściowym do świątyni jest umieszczony zniszczony herb Kmitów. Wyposażenie kościoła reprezentuje głównie styl barokowy i posiada złocisto-czarny kolor. Nawa i prezbiterium są nakryte XVIII-wiecznym sklepieniem kolebkowym z lunetami. Kaplice i zakrystia są nakryte sklepieniami XVI-wiecznymi, kolebkowymi, krzyżowo-żebrowymi i sieciowymi.

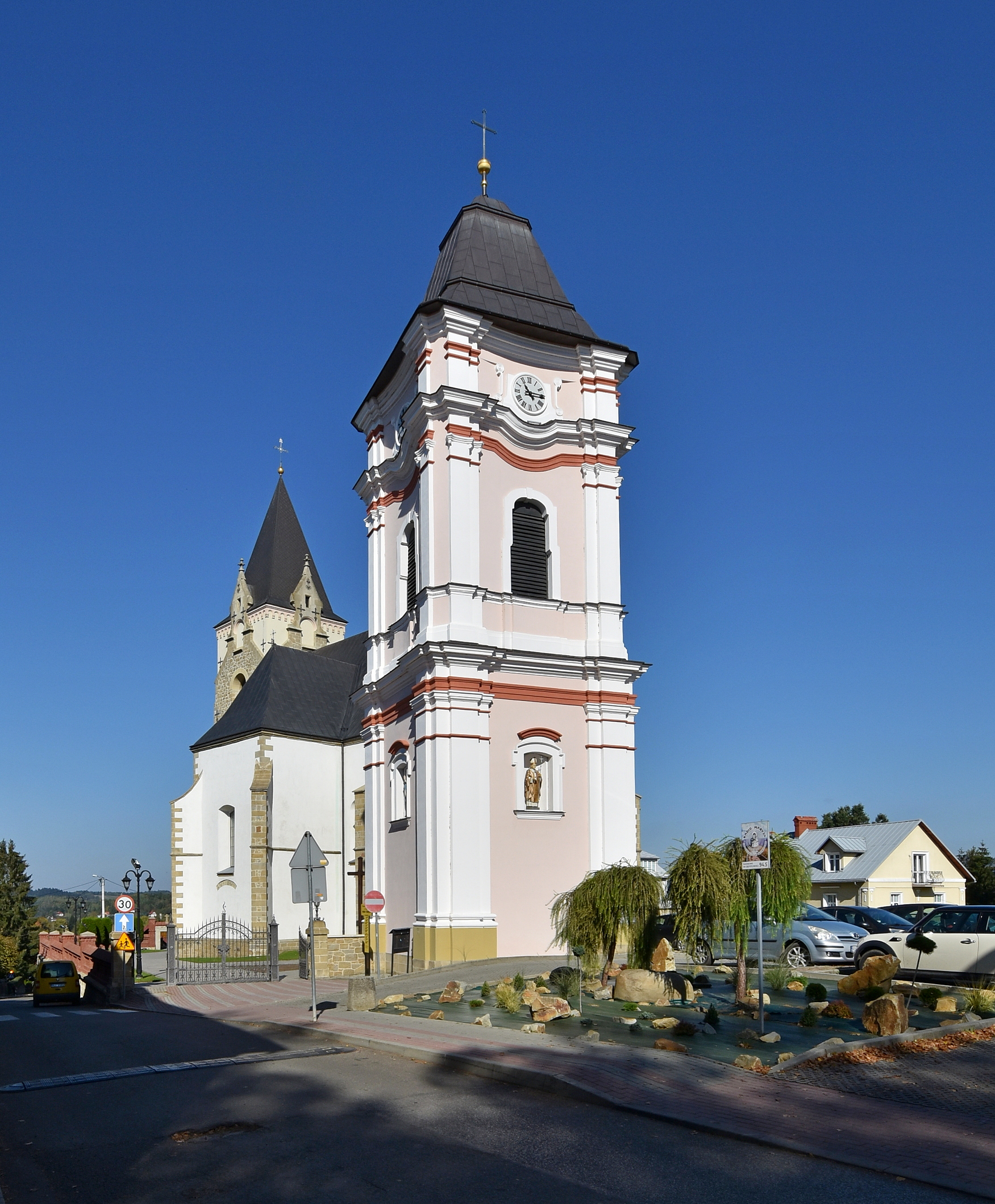
Dzwonnica
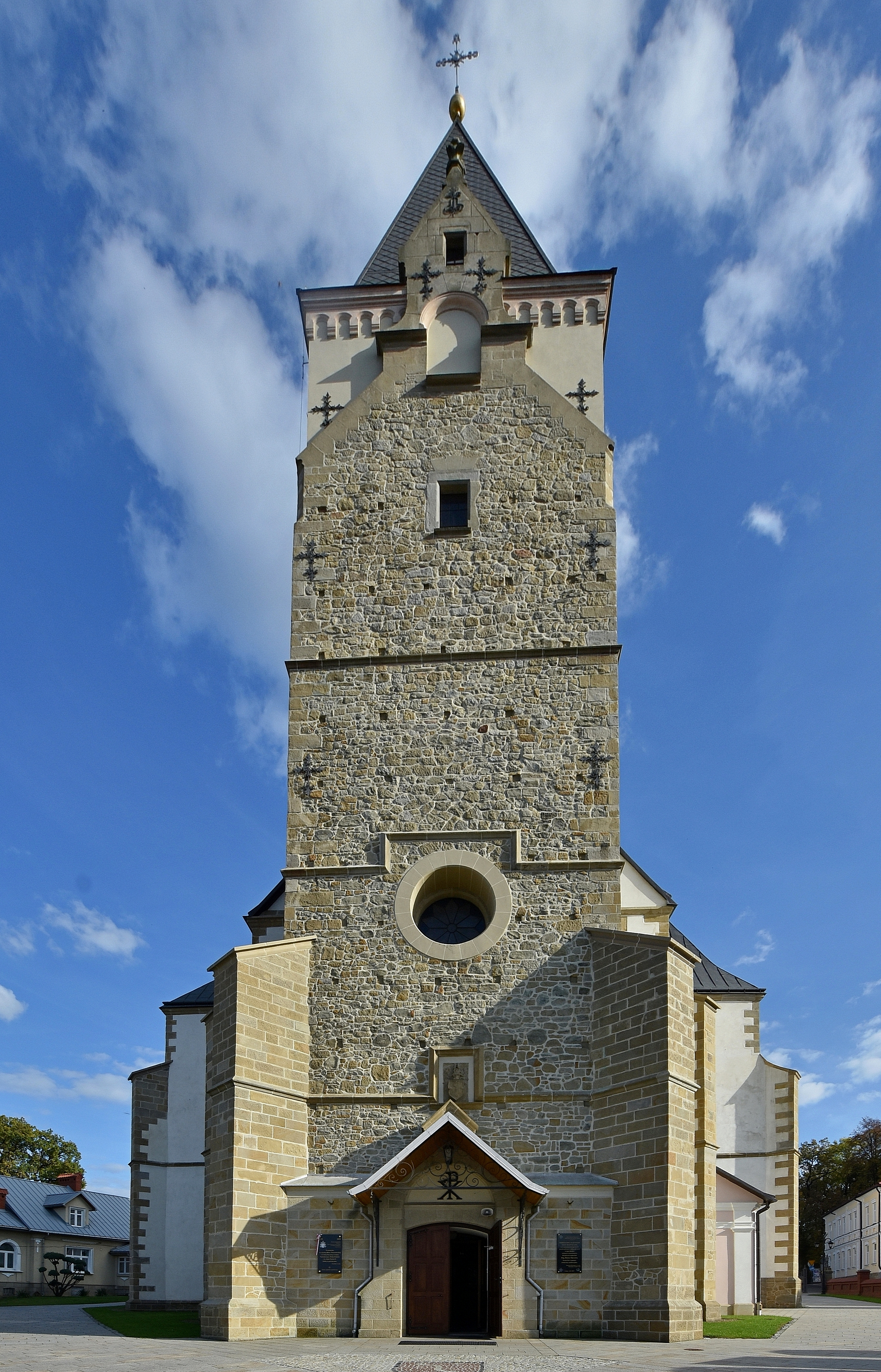
Elewacja frontowa
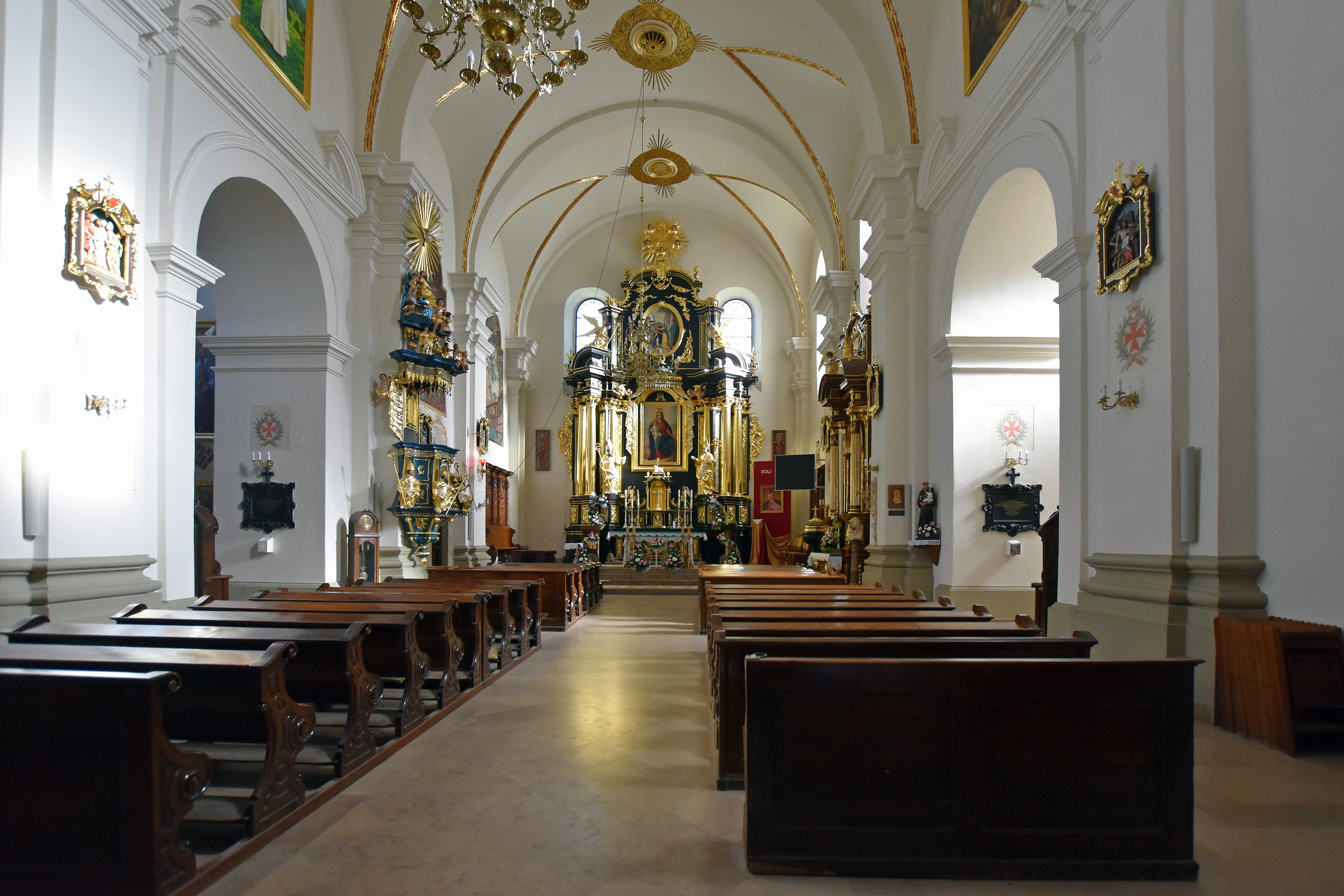
Wnętrze

## Upamiętnienie
W świątyni zostały ustanowione epitafia, na których zostali upamiętnieni: Józef Kanty Ossoliński, Teresa Stadnicka, Franciszek Pułaski (dwa epitafia), hr. Edmund Krasicki, hr. Maria Aniela Krasicka, ks. Gracjan Piotrowski, ks. Ludwik Praszałowicz, ks. Ludwik Paluch, ks. Kazimierz Nawrocki, August i Izabela Krasiccy.
Ustanowiono także tablice pamiątkowe, na których zostali upamiętnieni:
- proboszczowie z lat 1478-1978
- ofiary zbrodni katyńskiej pochodzące z Leska i ziemi leskiej: Apolinary Beluch, Jan Brodawka, Stanisław Czyż, Izydor Karaczewski oraz zmarli na Sybirze